# Archipelag

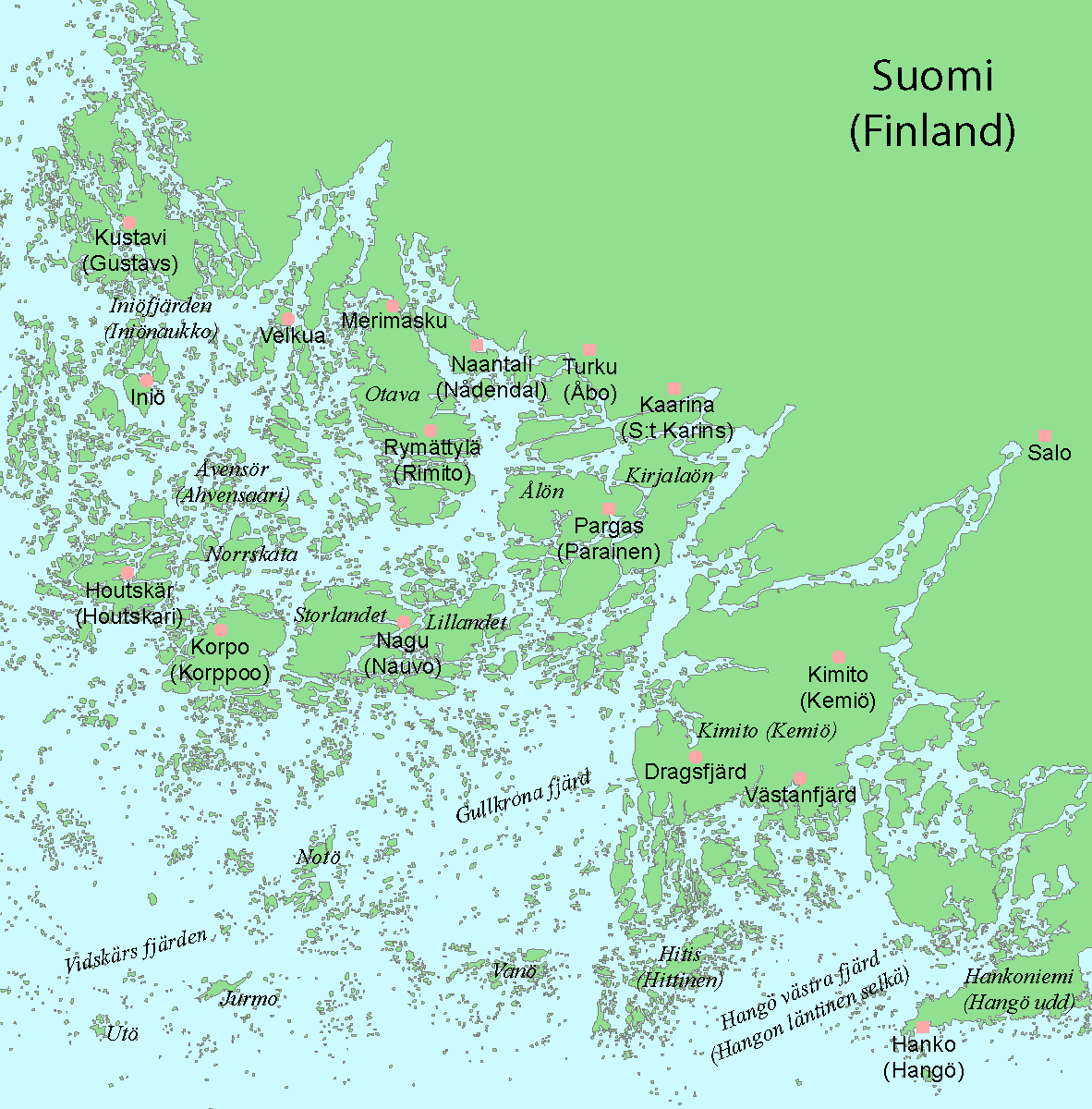
Archipelag

Archipelag – grupa wysp położonych blisko siebie, najczęściej o wspólnej genezie i podobnej budowie geologicznej. Ze względu na ułożenie wysp można wyróżnić roje wysp – archipelagi składające się z bezładnie rozmieszczonych niedużych wysp oraz łańcuchy wysp, w których wyspy rozmieszczone są rzędem jedna obok drugiej.

## Etymologia
Nazwa pochodzi z stgr. Ἀρχιπέλαγος Archipelagos – nazwa prowincji bizantyjskiej obejmującej główne wyspy Morza Egejskiego.

## Archipelagi świata
- Ocean Arktyczny

Archipelag Arktyczny, Nowa Ziemia, Svalbard, Wyspy Nowosyberyjskie, Ziemia Franciszka Józefa, Ziemia Północna.
- Ocean Atlantycki:

Antyle, Azory, Bahamy, Baleary, Cyklady, Falklandy, Florida Keys, Hebrydy, Lofoty, Madera, Orkady, Sandwich Południowy, Sporady, Szetlandy, Vesterålen, Vestmannaeyjar, Wyspy Alandzkie, Wyspy Jońskie, Wyspy Kanaryjskie, Wyspy Liparyjskie, Wyspy Owcze, Wyspy Zielonego Przylądka.
- Ocean Indyjski:

Andamany, Dahlak, Archipelag Malajski (Wielkie Wyspy Sundajskie), Komory, Malediwy, Maskareny, Małe Wyspy Sundajskie, Moluki, Nikobary, Seszele, Wyspy Crozeta, Wyspy Kerguelena.
- Ocean Spokojny:

Aleuty, Archipelag Aleksandra, Archipelag Bismarcka, Fidżi, Filipiny, Galapagos, Hawaje, Karoliny, Archipelag Kodiak, Kuryle, Mariany, Markizy, Nowa Kaledonia, Nowa Zelandia, Nowe Hebrydy, Pitcairn, Riukiu, Wyspy Cooka, Wyspy Ellice, Wyspy Feniks, Wyspy Gambiera, Wyspy Gilberta, Wyspy Japońskie, Wyspy Line, Wyspy Marshalla, Wyspy Salomona, Wyspy Samoa, Wyspy Santa Cruz, Wyspy Tokelau, Wyspy Tonga, Wyspy Towarzystwa, Wyspy Tuamotu, Wyspy Tubuai.
- Ocean Południowy:

Archipelag Palmera, Orkady Południowe, Szetlandy Południowe, Wyspy Balleny’ego, Wyspy Biscoe